# District de Kodagu
Le district de Kodagu (kannada : ಕೊಡಗು ಜಿಲ್ಲೆ ; hindi : कोडगु जिला), également connu sous le nom de district de Coorg, est un district de l'État du Karnataka, en Inde.

## Géographie
Il est situé dans les Ghâts occidentaux, son chef-lieu est Madikeri (Mercara).
Au recensement de 2011 sa population était de 554 519 habitants pour une superficie de 4 102 km2.
Il est borné par les districts de Dakshina Kannada au nord-ouest, d'Hassan, au nord, de Mysore à l'est, et par l'État du Kérala au sud et au sud-ouest.
Il fut historiquement peuplé par de nombreux groupes ethnolinguistiques retrouvés dans les Ghâts occidentaux méridionaux, les Kodavas, locuteurs du Kodava Taak, formant la population la plus nombreuse et la plus influente.

## Histoire
Ce district fut d'abord gouverné par des radjahs indépendants, la dynastie des Haleri (en), issus d'une branche des Nayak de Keladi ou Bednore, établis dans la région autour de 1632. En 1773, Haïder-Ali s'empara de ce district, mais, en 1788, le radjah qui en avait été chassé parvint à s'y rétablir et se déclara l'allié des Anglais contre Tippu-Sahib, le fils d'Haïder-Ali. Plus tard, la relation entre les britanniques et les coorgis s'est détériorée jusqu'à atteindre un point de rupture en 1834 avec la guerre du Coorg, qui se conclura par la capitulation du roi de Coorg et l'intégration du royaume au Raj britannique. Le Coorg constitue alors la plus petite province d'Inde.
Après l'indépendance du pays, le Coorg a constitué une province puis un État à part entière (État de Coorg) jusqu'en 1956, où il est annexé à l'État de Mysore (l'actuel Karnataka) à la suite du State Reorganisation Act. 

## Liste des tehsil
Il est divisé en trois tehsil :
- Madikeri
- Somvarpet
- Virajpet